# The Dark Queen of Krynn
The Dark Queen of Krynn è il terzo titolo di una trilogia di videogiochi di ruolo basati sull'ambientazione Dragonlance, che usa il motore di gioco Gold Box, pubblicato nel 1992 per Amiga, MS-DOS e Macintosh dalla Strategic Simulations.
Rispetto ai precedenti giochi della trilogia è più incentrato sui combattimenti.

## Trama
All'inizio del gioco i personaggi vengono convocati dal generale Laurana per investigare riguardo alle voci circolanti riguardo creature malvagie che minaccerebbero la città di Caergoth. Gli eroi vengono rapidamente spinti a viaggiare a un altro continente di Krynn, Taladas, dove le forze del male stanno portando a compimento i loro piani.
Il tono della pubblicazione è in scala epica, con battaglie contro i più potenti mostri di Dragonlance e arrivando infine a uno scontro con la dea oscura Takhisis. Si visitano luoghi molto diversi e si deve tra l'altro salvare Raistlin Majere prigioniero nell'Abisso.

## Modalità di gioco
Il giocatore deve generare un gruppo di sei personaggi, oppure può trasferire i personaggi da Death Knights of Krynn.
Rispetto ad altri giochi della serie il gioco è maggiormente incentrato sui combattimenti, che non sull'esplorazione. Inoltre il programma era segnato da diversi problemi di bug.
The Dark Queen of Krynn è simile come modalità di gioco agli altri giochi della serie, sebbene con un miglioramento nella grafica che arriva a usare 256 colori. A differenza dei titoli precedenti, inclusi quelli dei Forgotten Realms, la scelta di icone di combattimento per i personaggi è maggiormente limitata: invece di scegliere parti e colori, il giocatore può scegliere solo tra alcune icone predisegnate. Diversamente dai suoi predecessori non è più possibile usare usare i tasti freccia per selezionare le voci dei menu, queste sono disponibili solo usando le scorciatoie di tastiera o cliccando con il mouse.